# Stade Municipal de Berkane
Stade Municipal de Berkane is een voetbalstadion in de Marokkaanse stad Berkane. Het stadion wordt bespeeld door de voetbalclub Renaissance Sportive de Berkane. 
Er passen zo'n 10.000 mensen in.